# Club de Fútbol Fuenlabrada
Maillots
Actualités
Le Club de Fútbol Fuenlabrada est un club de football espagnol basé à Fuenlabrada dans la communauté de Madrid.

## Historique
| \| Fuenlabrada \| Emplacement de Fuenlabrada, en Espagne. |
| Fuenlabrada                                               |

Le club évolue de nombreuses saisons en Segunda División B (troisième niveau) : tout d'abord de 1994 à 2001, puis de 2003 à 2008, et enfin de 2012 à 2019. 
Il réalise sa meilleure performance en troisième division lors de la saison 2018-2019, où il se classe 1er de son groupe.
Le club atteint les 32e de finale de la Copa del Rey lors de la saison 2017-2018.
En juin 2019, le club obtient pour la première fois la promotion en deuxième division.
Depuis 2011, le club joue ses matches au stade Fernando-Torres.

## Saisons
| Niveau | Catégorie                        | Nombre de saisons | Première saison | Dernière saison | Total de saisons |
| ------ | -------------------------------- | ----------------- | --------------- | --------------- | ---------------- |
| 1er    | Primera División                 | 0                 | Jamais          | Jamais          | 0                |
| 2e     | Segunda División                 | 3                 | 2019-2020       | 2021-2022       | 3                |
| 3e     | Segunda División B (1977-2021)   | 19                | 1994-1995       | 2018-2019       | 22               |
| 3e     | Primera Federación (depuis 2021) | 3                 | 2022-2023       | 2024-2025       | 22               |
| 4e     | Tercera División (1977-2021)     | 14                | 1986-1987       | 2011-2012       | 15               |
| 4e     | Segunda Federación (depuis 2021) | 1                 | 2025-2026       | 2025-2026       | 15               |

## Palmarès
- Champion de Tercera División : 1993 et 2012

## Joueurs emblématiques
- David Barral
- José Luis Morales
- Luis Milla Manzanares
- Randy Nteka
- Dyron Daal
- Răzvan Ochiroșii